# فلسفة المحاسبة
فلسفة المحاسبة هي الإطار المفاهيمي للإعداد والتدقيق المهني للبيانات والحسابات المالية. المشاكل التي تظهر تشمل صعوبات تحديد قيمة حقيقية وعادلة للمؤسسة وأصولها، والأسس الأخلاقية لإفشاء بيانات العملاء والتفويض، المعايير والقوانين اللازمة لتلبية الاحتياجات السياسية للمستثمرين والموظفين وأصحاب المصلحة الآخرين.
يُصرّ نظام المحاسبة على أنّ الشفافية قابلة للتحقيق، وللعدالة دور مهم في ممارسة المحاسبة. وفقًا لذلك، يبدو من المناسب اعتبار الفلسفة طريقة ذات صلة لفهم الحقيقة والعدالة في المحاسبة. أكّد بعض المؤلفين على الدور الرئيسي الذي تلعبه الفلسفة فعليًا في المحاسبة مثل العدالة الاجتماعية، والضمير الأخلاقي، والاستحقاق الاقتصادي، إلخ. وهكذا فإن مفاهيم مثل الإنصاف، والعدالة، والمساواة، والحقيقة لها مكان مهم في المحاسبة.

## مقدمة
يُعتمد غالبًا على المحاسبين لتقديم المعلومات مثل البيان المالي الذي تستند إليه القرارات المالية / الإدارية. استنادًا إلى مجلس معايير المحاسبة الدولية (آي إيه إس بي)، والإطار المفاهيمي، يتضح لنا دور التقرير المالي عندما يحتاج المستخدمون الأساسيون معلومات حول مصادر المنشأة، ليس فقط لتقييم إمكانية المنشأة من صافي التدفقات المالية المستقبلية، أيضًا لمعرفة مدى فعالية وكفاءة الإدارة باستثمار الموارد الحالية للمنشأة.
تُوضَع أهمية الكبيرة على دور المحاسبة في صناعة الأعمال، لكن المشكلة الأساسية كانت دائمًا مسألة الثقة. يقول ماكنزي: «ثق بالأرقام، لا تعمل إلا إذا كان من ينتج الأرقام أهلًا للثقة».
تقييم وفهم الأفكار الأساسية للمحاسبة أمر في غاية الأهمية لأنها تشكّل الهياكل الأساسية للمحاسبة والتي تُبنى عليها معظم المعارف البنائية. وتقدّم مبادئ المحاسبة التي تمكننا من فهم الأسباب الكامنة وراء جميع القرارات.

## أهداف المحاسبة
تهدف التقارير المالية إلى توفير معلومات حول الأداء المالي للشركات التي تستخدمها الشركة لتسجيل المعاملات السابقة وإحداث تغييرات على الخطة المالية المستقبلية.

### مجلس معايير المحاسبة الدولية (آي إيه إس بي)
الأهداف الأساسية لمعايير المحاسبة الدولية وغيرها من معايير المحاسبة هي:
- تطوير مجموعة مفردة من معايير المحاسبة العالمية عالية الجودة ومفهومة وقابلة للتنفيذ، لما فيه الصالح العام، والذي يتطلب معلومات عالية الجودة وشفافة وقابلة للمقارنة في البيانات المالية وغيرها من التقارير المالية، بهدف مساعدة المساهمين في أسواق رأس المال العالمية والمستخدمين الآخرين باتخاذ قرارات اقتصادية.
- لتشجيع استخدام هذه المعايير وتطبيقها بدقة.
- في سبيل تحقيق الأهداف المرتبطة (أ) و (ب)، أن تأخذ بعين الاعتبار:

- مناسبة الاحتياجات الخاصة للمنشآت الصغيرة والمتوسطة والناشئة.

- الاقتصاد؛ وتحقيق التقارب بين معايير المحاسبة الوطنية والمعايير الدولية لإعداد التقارير المالية (أي اف آر إس) للوصول إلى حلول عالية الجودة.

### المعايير الدولية للتقارير المالية (آي إف أر إس)
تتمثل مهمة المعايير الدولية للتقارير المالية في تحقيق الشفافية والمحاسبة والكفاءة في الأسواق المالية في جميع أنحاء العالم. وتهدف إلى بناء الثقة في المجتمع وكذلك لتوفير الاستقرار المالي على المدى الطويل.
- تحقق المعايير الدولية الشفافية من خلال تعزيز القابلية للمقارنة الدولية وجودة المعلومات المالية، مما يمكّن المستثمرين والمساهمين الآخرين في السوق من اتخاذ قرارات اقتصادية مستنيرة.

- يعزز المعيار الدولي المساءلة، من خلال تقليص الفجوة في المعلومات بين مقدمي رأس المال والأشخاص المؤتمنين على أموالهم. تؤمن معاييرنا المعلومات اللازمة لمساءلة الإدارة. تعد المعايير الدولية لإعداد التقارير المالية ذات أهمية حيوية للمُنَظِّمين في جميع أنحاء العالم، كونها مصدر للمعلومات القابلة للمقارنة عالميًا.

- تساهم المعايير الدولية في الكفاءة الاقتصادية من خلال مساعدة المستثمرين على تحديد الفرص والمخاطر في جميع أنحاء العالم، وبالتالي تحسين تخصيص رأس المال. بالنسبة للشركات، فإن استخدام لغة محاسبة واحدة موثوقة يقلل من تكلفة رأس المال ويقلل من تكاليف إعداد التقارير الدولية.[4]

## المنظورات الأساسية

### الفن مقابل منظور العلوم
يُعرَّف الفن على أنه تعبير أو تطبيق للمهارة والخيال الإبداعي للإنسان، بينما تتناول فلسفة الفن أيضًا طبيعة الإبداع الإنساني.
تُعرف العلوم على أنها المعرفة المكتسبة من خلال الملاحظة والتجريب التي تُختَبر بشكل نقدي وتُمنهج وتخضع للمبادئ العامة. فلسفة العلوم هي البحث عن الأسئلة التي تنشأ من التفكير في العلوم والممارسة العلمية.
يقول ماتيسيتش إن جعل الانضباط المحاسبي أكثر علميةً لن يكون قابلًا للتحقيق. من منظورها الوظيفي، يمكن تعريف المحاسبة على أنها المصطلح العام للأنشطة التي يقوم بها المحاسبون، ولكن أيضًا كمصطلح أشمل يغطي إعداد وتحليل وتدقيق جميع المعلومات المالية وبالتالي فن المحاسبة.

### الدخل الحقيقي مقابل فائدة القرار
يناقش هذا المنظور ما إذا كان على الورقة المالية أن توفر المعلومات التي تعكس الدخل الحقيقي أو التي تدعم اتخاذ القرارات التي ليس بالضرورة أن تكون موضوعية أو صحيحة في الواقع.